# Villamediana
Villamediana – gmina w Hiszpanii, w prowincji Palencia, w Kastylii i León, o powierzchni 58,13 km². W 2011 roku gmina liczyła 191 mieszkańców.